# إساءة أثناء الولادة

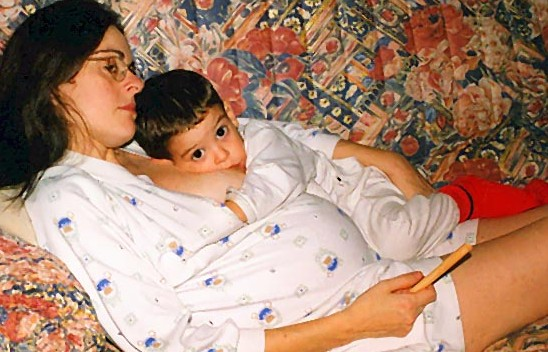

اساءة أثناء الولادة أو عنف الولادة هو الاهمال، أو الاعتداء الجسدي أو عدم الاحترام الحامل أثناء الولادة. هذه المعاملة تُعد انتهاكاً لحقوق المرأة، وينتج عنها امتناع النساء عن البحث عن الرعاية الطبية قبل الولادة مستقبلاً. تُعدّ الإساءة أثناء الولادة أحد صور العنف ضد المرأة.
قامت منظمة الصحة العالمية بالبحث في احتمالات حدوث مثل هذه الممارسات، وأثبتت الدراسات أن هذه مشكلة عالمية. النساء تعاني من اساءة أو معاملة مهينة أو اهمال أثناء ولادتهم في المستشفيات ومراكز الرعاية الصحية.
تخلق هذه العلاقة المسيئة بين النساء وطاقم العناية الصحية ترددا في طلب المساعدة الطبية أثناء الولادةً. الإساءة والإهانة أيضاً يمكن أن يحدثوا أثناء الحمل. أثناء الولادة تكون النساء ضعيفات ولا يقدرن على حماية أنفسهن، ونتيجة هذه الاساءات سيئة علي الطفل والأم.
وجدت منظمة الصحة العالمية أحداثا ساهمت فيها مراكز الرعاية الصحية في الاعتداء الجسدي، مثل الحرمان من مسكنات الألم، عدم الاحترام، الإهانة، انعدام الخصوصية، عدم التوعية بالحقوق، التعقيم الإجباري، رفض المنشأة الطبية ايداع الحالة، الإهمال أثناء الولادة، عمليات طبية لا ارادية، طرد النساء من المؤسسة الطبية بسبب عدم قدرتهن على دفع التكاليف. علاوة على ذلك فالإهمال أثناء الولادة أدي إلي عواقب تهدد الحياة والتي احتاجت لتدخل طبي.
بعض النساء أكثر عرضة للتعرض للإساءة أثناء الولادة مثل المراهقات، النساء المهاجرات، النساء المصابات بمرض نقص المناعة المكتسبة (الإيدز)، والأقليات العرقية
مصطلح «عنف الولادة» يُستخدم تحديداً في دول أمريكا اللاتينية، حيث يمنع القانون هذه الممارسات، مثل في الأرجنتين وفنزويلا وبورتوريكو.

## البلدان
تشير بعض المصادر إلى أطباء التوليد وأمراض النساء في أمريكا الشمالية، وخاصة بين الخمسينيات والثمانينيات، يمارسون ما يسمى غرزة الزوج: وضع غرز إضافية في مهبل المرأة بعد بضع الفرج أو تمزيق طبيعي، من المفترض أن تزيد من المتعة الجنسية للزوج في المستقبل وغالبًا ما تسبب ألم طويل الأجل وعدم الراحة للمرأة. ومع ذلك، لا يوجد دليل على أن مثل هذه الممارسة كانت منتشرة في أمريكا الشمالية ، ولكن تم الإشارة لها في الكثير من الدراسات حول بضع الفرج، وكذلك في بلدان أمريكية أخرى مثل البرازيل. تم تسليط الضوء أكثر على أنماط علاج الأطباء في أمريكا الشمالية الأخيرة مع النساء الحوامل. تتعرض فكرة وجود «جبر» لعنف التوليد وحق المرأة في الاختيار في بعض الحالات. على الرغم من تعريض حياة المرأة والجنين للخطر، إلا أن للمرأة الحق في رفض الرعاية؛ العملية القيصرية، بضع الفرج، الولادة بمساعدة الفراغ والقائمة تطول. تبين أن الإكراه على وجود هذه الإجراءات الغازية يسبب.أضرارًا طويلة الأمد؛ تقارن العديد من النساء هذه التجربة بتجربة الاغتصاب.
المكسيك بلد توجد فيه بعض الأبحاث حول عنف التوليد. في عام 2012، نظرت روزاريو سانتياغو وآخرون إلى مستشفيين حكوميين في المكسيك، وقاموا بتحليل تجارب الولادة لمدة شهر. ما وجد هو أنه كان هناك اعتداء جسدي ولفظي وتمييز يحدث علانية. كانت النساء اللائي لديهن تأمين بمساعدة الحكومة أكثر تعرضًا للتمييز من أخصائيي الرعاية الصحية.
تنزانيا بلد مهتم بالاعتداء على النساء أثناء الولادة. في عام 2011، استكشف شانون مكماهون وآخرون ما إذا كانت التدخلات المفترضة للحد من الإيذاء أثناء الولادة سارية أم لا. عند إجراء مقابلات مع النساء، أشاروا إلى تجاربهم على أنها محايدة أو أفضل. ومع ذلك، بعد أن أظهرت جوانب مختلفة من سوء المعاملة، فإن الغالبية العظمى من النساء بدورهن تعرضن بالفعل لسوء المعاملة أثناء الولادة. في عام 2014، أجرت هانا راتكليف وآخرون دراسة لاستكشاف التدخلات الممكنة لتحسين تجارب عدم الاحترام وسوء المعاملة أثناء الولادة. أجريت هذه الدراسة بين عامي 2013 و2014. وقد نفذوا «يوم الولادة المفتوح» الذي كان يهدف إلى تسهيل التواصل بين المرضى ومقدمي الخدمات والتثقيف بشأن الإجراءات المحيطة بالولادة. بصرف النظر عن يوم الولادة المفتوح، قاموا أيضًا بتنفيذ «ورشة عمل محترمة لرعاية الأمومة» تهدف إلى المساعدة في خلق محادثة تحيط بالاحترام بين الموظفين والمرضى. ما وجدوه هو أن هذا النهج كان ناجحًا في المساعدة على إعادة بناء النظم دون أن تكون عالية التكلفة. كانت هناك زيادة بنسبة 60٪ في الرضا عن تجربة الولادة للمرأة. خلال نفس الوقت الذي أجرت فيه راتكليف دراستها، أجرت ستيفاني كواجاواكي وآخرون دراسة مقارنة قبل التدخل للحد من الاعتداء على الولادة وما بعدها. أُجري خط الأساس للدراسة في الفترة 2011-2012، وأُجري النصف الأخير من الدراسة في عام 2015. ما وجدوه هو أنه كان هناك انخفاض بنسبة 66٪ في التعرض للإيذاء وعدم الاحترام أثناء الولادة. توضح هذه الدراسة أنه مع إصلاح المجتمع والنظام الصحي يمكن أن تتغير وتعيد تشكيل المعايير التي تتعرض فيها النساء لسوء المعاملة أثناء الولادة.